# Stollen Lienen-Holperdorp
Stollen Lienen-Holperdorp este o arie protejată (arie specială de conservare — SAC, sit de importanță comunitară — SCI) din Germania întinsă pe o suprafață de 0,22 ha, integral pe uscat.

## Localizare
Centrul sitului Stollen Lienen-Holperdorp este situat la coordonatele 52°10′24″N 7°56′36″E / 52.1733°N 7.9433°E.

## Înființare
Situl Stollen Lienen-Holperdorp a fost declarat sit de importanță comunitară în martie 2001 pentru a proteja 2 specii de animale. Situl a fost protejat și ca arie specială de conservare în mai 2005.

## Biodiversitate
Situată în ecoregiunea continentală, aria protejată nu include niciun habitat protejat.
La baza desemnării sitului se află mai multe specii protejate de  mamifere (2): liliac de iaz (Myotis dasycneme), liliac comun (Myotis myotis).
Pe lângă speciile protejate, pe teritoriul sitului au mai fost identificate 3 specii de mamifere.